# Oskar Johannes Mehl
Oskar Johannes Mehl (* 13. Mai 1875 in Braunschweig; † 23. November 1972 in Herzberg) war deutscher evangelischer Theologe und Autor liturgischer und völkischer Publikationen.

## Leben
Er war der Sohn des Schriftsetzers und Korrektors Martin Mehl in Braunschweig. Nach dem Schulbesuch studierte er Theologie in Berlin, wo er 1899 und 1901 beide kirchliche Examina ablegte. Vor dem Ersten Weltkrieg wirkte er als Pfarrer in Argentinien und Chile. 1911 kehrte er nach Berlin zurück. Hier wurde er für ein Jahr Pfarrer in Neukölln.
Von 1920 bis 1925 war er als Pfarrer in Wildenau tätig, danach bis 1936 in Schlettau bei Halle. Anschließend ging er als Oberpfarrer und Superintendent nach Jessen (Elster), wo er bis zu seiner Emeritierung 1950 wirkte. 1942 promovierte er an der Universität Jena.
Zuletzt lebte er in Eilenburg. Er starb in Herzberg.
Theologisch war Mehl Teil der hochkirchlichen Bewegung und gehörte dem evangelischen Flügel der Hochkirchliche Vereinigung an, deren Vorsitzender er von 1927 bis 1929 war.
Neben seiner Tätigkeit als Geistlicher widmete er sich seit 1914 und in der Zeit des Nationalsozialismus auch dem Schreiben von Publikationen zu liturgischen und nationalen (völkischen) Fragen.

## Familie
Oskar Johannes Mehl heiratete in Buenos Aires die Schriftstellerin Lucie Grell. Gemeinsam hatten sie vier Kinder.

## Werke (Auswahl)
- Die schönen Gottesdienste : theologisch-ästhetische Betrachtungen. Hamburg 1902
- Das Urevangelium. Leipzig 1906
- Das Evangelische Waisenhaus „Providencia“ in Südchile. Potsdam ca. 1910
- Deutsches Herz, verzage nicht! Eine Sammlung von Sprüchen und Liedern für die Kriegszeit. Leipzig 1914
- Die Verdeutschung der Fremdwörter in unserer Heeressprache. Berlin 1915
- Rede deutsch, Sei deutsch! Ein Mahnwort in ernster Zeit zum Kampf gegen alles Fremdländische. Leipzig 1915
- Der Tod fürs Vaterland. Berlin 1915
- Eine heilige Kirche : Versuch eines evangelisch-ökumenischen Katechismus. Gütersloh 1925
- Vom Bau und Ausbau der Liturgie. Gütersloh 1925
- Das liturgische Verhalten. Göttingen 1927
- Haltet an am Gebet! Evangelisches Brevier zur Morgen-, Mittag-, Abendstunde  nebst Nachtgebet. Grimmen 1931 ff.
- Trostworte beim Heimgang unserer Lieben. Leipzig 1932
- Goethe und der Kultus. Grimmen 1934
- Thomas Müntzers deutsche Messen und Kirchenämter. Grimmen 1937
- Thomas Müntzer als Bibelübersetzer. Diss. Jena 1942

## Ehrungen
- Rot-Kreuz-Medaille III